# Еран (округ)
Еран (фр. District d’Hérens) — округ у Швейцарії в кантоні Вале.
Адміністративний центр — Ве.

## Громади
У таблиці наведено список громад округу станом на 2022 рік, населення та площа станом на 2019 рік.

| Українська назва | Оригінальна назва | Код BFS | Населення | Площа |
| ---------------- | ----------------- | ------- | --------- | ----- |
| Аян              | Ayent             | 6082    | 4094      | 55,1  |
| Ве               | Vex               | 6089    | 1805      | 13,1  |
| Еволен           | Evolène           | 6083    | 1669      | 209,8 |
| Ереманс          | Hérémence         | 6084    | 1421      | 107,5 |
| Мон-Нобль        | Mont-Noble        | 6090    | 1110      | 43,9  |
| Сен-Мартен       | Saint-Martin (VS) | 6087    | 838       | 37,0  |